# Copa de Francia de Fútbol 1920-21
La Copa de Francia de Fútbol 1920-21 fue la cuarta edición del torneo de copa de fútbol más importante de Francia organizado por la Federación Francesa de Fútbol y que contó con la participación de 202 equipos.
El Red Star FC venció en la final al Olympique de Paris en el Stade Pershing de París para ser campeón de copa por primera vez.

## Primera Preliminar
| Local                                         | Resultado  | Visita                                     |
| AS Mulhouse                                   | 1-2        | SC Sélestat 1906                           |
| FC Strasbourg                                 | 2-1        | FC Haguenau 1900                           |
| RC Strasbourg                                 | 3-1        | SC Schiltigheim                            |
| SCRS Strasbourg                               | 2-0        | CS Mars Bischheim 1905                     |
| FC Bischwiller 07                             | 9-0        | SC Hanhoffen                               |
| US Hayange                                    | 1-0        | Sportive Thionville                        |
| SU Lorrain Nancy                              | 3-2        | SC Chalon-sur-Marne                        |
| CA Metz                                       | 6-0        | CS Orne 1919 Amnéville                     |
| US Belfort                                    | 3-1        | SS Mulhouse Dornach                        |
| US Forbach                                    | 2-1        | AS Metz                                    |
| SS Parc Pommery Reims                         | 2 - 0      | CS Château-Thierry                         |
| US Laon                                       | 7-1        | GC Reims                                   |
| AS Remiremont                                 | 3-1        | US Lunéville                               |
| La Bousbotte Ass. Besançon                    | 2-0        | AS Valentigney                             |
| Club français                                 | 12-0       | US Chauny                                  |
| Paris Star                                    | 6-0        | CS Neuilly-sur-Seine                       |
| Paris UC                                      | 3-2        | SC Français                                |
| Standard AC                                   | 8-0        | CES Paris                                  |
| Raincy Sports                                 | 1-0        | SA Paris                                   |
| SC Choisy-le-Roi                              | 5-2        | US Colombes                                |
| UA Intergadz'Arts Paris                       | 2-1        | CA Villeneuve-St-Georges                   |
| Lutetia SC Paris                              | 4-1        | SCU de France                              |
| Club des X Paris (D4 Paris)                   | 3-0        | JA Levallois-Perret                        |
| UA Chantier Paris                             | 5-0        | AS Montmorency                             |
| US Suisse Paris (D2 Paris)                    | 5-2        | JS Courageuse Romilly                      |
| CA Ivry-sur-Seine                             | 3-2        | FC Paris                                   |
| CA Rosaire Paris                              | 2-0        | CA XIVè Arrondissement Paris               |
| Championnet Sporting Paris                    | 5-2        | FC Cosne                                   |
| VGA St-Maur-des-Fossés                        | 10-0       | AC Fontenay-sous-Bois                      |
| AS Sèvres                                     | w.o.       | US Le Vésinet                              |
| AJ Auxerre                                    | 5-4 (t.e.) | PL Paul Bert Auxerre                       |
| VS Sens                                       | 3-0        | RC Bourguignon Dijon                       |
| US Montargis                                  | 2-0        | US Langlée                                 |
| SN Loiret Orléans                             | 3-6        | ASA Maisons-Alfort (D2 Paris)              |
| CN Lyon                                       | 8-0        | Rhône Sportif Lyon                         |
| CS Lyon                                       | 3-0        | UAAEEL 1er Arrondissement Lyon             |
| SC Le Creusot                                 | 4-2        | Excursionnistes Lyon                       |
| FC Thonon-les-Bains                           | w.o.       | US Annemasse                               |
| SC Tourcoing                                  | 2-1        | Amiens AC                                  |
| RC Arras                                      | 6-1 (t.e.) | SC Douai                                   |
| CS Calais                                     | 2-0        | US Dunkerque-Malo                          |
| RC Calais                                     | 4-1        | US Ronchin-Thumesnil                       |
| SC Caudry                                     | 2-1        | AC Cambrai                                 |
| OSC Boulogne-sur-Mer                          | 5-0        | ACA Roubaix                                |
| US Quevilly                                   | 7-1        | VS Beauvais                                |
| SAC Montataire                                | 4-0        | USC Roye                                   |
| GS Marissel Beauvais                          | 3-1        | US Bornel                                  |
| Stade Le Havre                                | forfait    | AS Trouville-Deauville                     |
| US Fécamp                                     | 3-2        | Beauvoisine FC Rouen                       |
| Sotteville-les-Rouen FC                       | 4-1        | SVC Abbeville                              |
| AS Cherbourg Stella                           | 5-2        | Stade St-Lô                                |
| SCO Angers                                    | 6-3        | CO Cholet                                  |
| Stade Nantes UC                               | 6-2 (t.e.) | SC St-Nazaire                              |
| ASS Chemins de Fer de l'Etat Rennes           | 2-1        | US Beauregard Laval                        |
| FC Mohon                                      | 5-1        | SC Rennes                                  |
| Stade St-Brieuc UC                            | 3-1        | Stade Dinan                                |
| JA St-Servan                                  | 4-3        | Dinard ASC                                 |
| Stade Quimpérois                              | 2-1        | Armoricaine Brest                          |
| CUSO Brest                                    | 4-3        | AS Brest                                   |
| FC Mohon                                      | 5-1        | SC Rennes                                  |
| Tour d'Auvergne Rennes                        | 1-0        | US Dol-de-Bretagne                         |
| CS Rennes                                     | 4-3 (t.e.) | CS Fougères                                |
| AFC Blois                                     | w.o.       | RC Tours                                   |
| ES La Rochelle                                | 1-0        | UA Cognac                                  |
| SC Angoulême                                  | 5-1        | RS Limoges                                 |
| JA Angoulême                                  | w.o.       | Bordeaux AC (1° série Sud-Ouest)           |
| Section Burdigalienne (1° série Sud-Ouest)    | w.o.       | CA Enfants d'Arcachon (2° série Sud-Ouest) |
| SC Montpellier (Sud-Est / 1° série Languedoc) | 2-0        | Castres Olympique                          |
| SC Nîmes (Sud-Est / 1° série Languedoc)       | 6-1        | FA Nîmes (Sud-Est / 1° série Languedoc)    |
| CA Marseille                                  | 2-0 (t.e.) | SC Victor Hugo Marseille                   |
| SA Provencaux Marseille                       | w.o.       | AS Lyon                                    |
| Stade St-Raphaël                              | 3-1        | SC Draguignan                              |
| SS Herculis Monaco                            | 1-4        | GC Nice                                    |
| Antibes Olympique                             | 1-2        | IFC Nice                                   |

## Segunda Preliminar
| Local                                          | Resultado | Visita                                         |
| AS Strasbourg                                  | 2-1       | US Bischwiller                                 |
| SCRS Strasbourg                                | 0-4       | SC Sélestat 1906                               |
| SU Lorrain Nancy                               | 1-3       | RC Strasbourg                                  |
| CA Metz                                        | 4-2       | FC Strasbourg                                  |
| US Belfort                                     | w.o.      | FC Mulhouse 1893                               |
| US Forbach                                     | 8-3       | US Hayange                                     |
| RC Calais                                      | 6-1       | Paris UC                                       |
| RC Roubaix                                     | 4-0       | SC Calais                                      |
| RC Calais                                      | 6-1       | Paris UC                                       |
| Olympique lillois                              | 3-1       | RC Arras                                       |
| SAC Montataire                                 | 1-7       | US Tourcoing                                   |
| SC Tourcoing                                   | 4-1       | SC Caudry                                      |
| FC Dieppe                                      | 5-0       | US Fécamp                                      |
| AS Cherbourg Stella                            | 4-2       | SM Caen                                        |
| FC Rouen                                       | 4-0       | US Asnières                                    |
| JA St-Ouen (D2 Paris)                          | 3-1       | Stade Roubaix                                  |
| Stade Français (D2 Paris)                      | 3-1       | OSC Boulogne-sur-Mer                           |
| US Boulogne-sur-Mer (DH Nord)                  | 2-0       | Standard AC                                    |
| CA Vitry-sur-Seine (D1 Paris)                  | 6-1       | US Romilly-sur-Seine                           |
| GS Marissel Beauvais                           | 2-3       | Club des X Paris (D4 Paris)                    |
| Red Star FC (D1 Paris)                         | 7-0       | FC Mohonais                                    |
| CA Paris (D1 Paris)                            | forfait   | Légion St-Michel Paris                         |
| ASA Maisons-Alfort (D2 Paris)                  | 9-0       | AS Sèvres                                      |
| USA Clichy (D1 Paris)                          | 1-2       | AF La-Garenne-Colombes (D3 Paris)              |
| AS Française Le-Perreux (D2 Paris)             | 4-2       | CA Ivry-sur-Seine                              |
| US Suisse Paris (D2 Paris)                     | 11-1      | UA Chantier Paris                              |
| Le Raincy Sportive (D2 Paris)                  | 7-0       | Championnet Sporting Paris                     |
| GC Paris (D2 Paris)                            | 8-1       | VGA St-Maur-des-Fossés                         |
| SC Choisy-le-Roi (D2 Paris)                    | 3-0       | US Quevilly                                    |
| JA Saint-Ouen (D2 Paris)                       | 3-1       | Stade Roubaix                                  |
| US Laon                                        | w.o.      | AS Creil                                       |
| US Troyes                                      | 0-6       | RC France (D1 Paris)                           |
| AS Remiremont                                  | 0-6       | CASG Paris (D1 Paris)                          |
| SS Parc Pommery Reims                          | 0-9       | FEC Levallois-Perret (D2 Paris)                |
| VS Sens                                        | 1-0       | SS Jean Macé Troyes                            |
| AVS Auxerre                                    | 3-2       | AJ Auxerre                                     |
| FC Lyon                                        | 4-1       | Paris Star                                     |
| Eveil Lyon                                     | 0-8       | FC Thonon-les-Bains                            |
| CS Terreaux Lyon                               | 3-1       | La Bousbotte Association Besançon              |
| Lyon OU                                        | 4-0       | CS Lyon                                        |
| SC Le Creusot                                  | w.o.      | CN Lyon                                        |
| Stade Le Havre                                 | 2-1       | CO Billancourt                                 |
| Sotteville-les-Rouen FC                        | 0-2       | Le Havre AC                                    |
| SG Préparation Militaire Caen                  | 0-4       | Olympique de Paris (D1 Paris)                  |
| US Montargis                                   | 0-11      | Club français (D1 Paris)                       |
| Stade Lavallois                                | 2-1       | UA Intergadz'Arts Paris                        |
| SCO Angers                                     | 2-0       | AFC Blois                                      |
| US Le Mans                                     | 3-1       | Stade Rennais UC                               |
| Stade St-Brieuc UC                             | 3-1       | Tour d'Auvergne Rennes                         |
| US St-Servan                                   | 3-0       | Cadets de Bretagne Rennes                      |
| CS Rennais                                     | 4-2       | CS Jean-Bouin Angers                           |
| ASS Chemins de Fer de l'Etat Rennes            | 7-1       | JA St-Servan                                   |
| Armoricaine Brest                              | 1-0       | CUSO Brest                                     |
| ES La Rochelle                                 | 0-2       | Stade Nantes UC                                |
| VGA Médoc (1ère série Sud-Ouest)               | 5-1       | SC Angoulême                                   |
| Section Burdigalienne (1ère série Sud-Ouest)   | 3-1       | Stade Toulouse                                 |
| SC Bastidienne Bordeaux (1ère série Sud-Ouest) | 0-3*      | Bordeaux AC (1ère série Sud-Ouest)             |
| Stade Bordeaux (1ère série Sud-Ouest)          | 2-0       | Sporting Bordeaux                              |
| SO Montpellier (Sud-Est / 1re série Languedoc) | 3-2       | SC Nimes (Sud-Est / 1re série Languedoc)       |
| FC Cette (Sud-Est / 1re série Languedoc)       | 9-0       | SC Montpellier (Sud-Est / 1re série Languedoc) |
| SA Provençaux                                  | 3-0       | IFC Nice                                       |
| Stade raphaëlois                               | 3-1       | SC Marseille                                   |
| Ol. Marseille (Sud-Est / 1re série Provence)   | 7-2       | GC Nice                                        |

## Primera ronda
| Local                                   | Resultado | Visita                                   | Sede                |
| Red Star FC (D1 Paris)                  | 6 - 0     | Lutetia SC (D3 Paris)                    | Saint-Ouen          |
| Olympique de Paris (D1 Paris)           | 9 - 0     | VS Sens (DH Franche-Comté/Bourgogne)     | Paris               |
| RC France (D1 Paris)                    | 6 - 0     | US Forbach (DH Lorraine)                 | Paris               |
| US Tourcoing (DH Nord)                  | 5 - 0     | SC Choisy-le-Roi (D2 Paris)              | Tourcoing           |
| AS Cannes (DH Sud-Est)                  | 1 - 0     | Olympique de Marseille (DH Sud-Est)      | Marseille           |
| CA Paris (D1 Paris)                     | 5 - 1     | Raincy Sports (D2 Paris)                 | Paris               |
| US Suisse Paris (D2 Paris)              | 2 - 1     | Olympique Lillois (DH Nord)              | Roubaix             |
| RC Calais (DH Nord)                     | 3 - 1     | AS Amicale (D2 Paris)                    | Abbeville           |
| US Belfort (DH Franche-Comté/Bourgogne) | 6 - 0     | CN Lyon (DH Lyonnais)                    | Belfort             |
| FC Cette (DH Sud-Est)                   | 5 - 2     | Section Burdigalienne (DH Sud-Ouest)     | Bordeaux            |
| FC Rouen (DH Normandie)                 | 4 - 1     | AS Stella Cherbourg (DH Normandie)       | Caen                |
| AS Française (D2 Paris)                 | 2 - 0     | RC Strasbourg (DH Alsace)                | Strasbourg          |
| JA Saint-Ouen (D2 Paris)                | 3 - 1     | SC Tourcoing (DH Nord)                   | Arras               |
| US Servannaise (DH Ouest)               | 5 - 0     | SCO Angers (PH Ouest)                    | Le Mans             |
| AF La Garenne-Colombes (D3 Paris)       | 2 - 0     | RC Roubaix (DH Nord)                     | La Garenne-Colombes |
| CASG Paris (D1 Paris)                   | 3 - 0     | AS Cheminots (DH Ouest)                  | Paris               |
| Stade Briochin (DH Ouest)               | 1 - 0     | Stade Lavallois (DH Ouest)               | Rennes              |
| AS Strasbourg (DH Alsace)               | 7 - 0     | FC Thonon (PH Lyonnais)                  | Thonon              |
| Stade Bordelais (DH Sud-Ouest)          | 4 - 2     | Club Français (D1 Paris)                 | Paris               |
| Stade Français (D2 Paris)               | 5 - 0     | AVS Auxerre (DH Franche-Comté/Bourgogne) | Auxerre             |
| SO Montpellier (DH Sud-Est)             | 2 - 2     | Stade Raphaëlois (Sud-Est)               | Saint-Raphaël       |
| SO Montpellier (DH Sud-Est)             | 1 - 0     | Stade Raphaëlois (Sud-Est)               | Montpellier         |
| FC Lyon (DH Lyonnais)                   | 3 - 2     | SA Provenceaux (DH Sud-Est)              | Nîmes               |
| Stade Havrais (DH Normandie)            | 2 - 1     | CA Rosaire (D3 Paris)                    | Paris               |
| FEC Levallois (D1 Paris)                | 5 - 0     | AS Creil (PH Nord)                       | Levallois           |
| CS des Terreaux (DH Lyonnais)           | 5 - 2     | SC Sélestat (DH Alsace)                  | Sélestat            |
| Bordeaux AC (DH Sud-Ouest)              | 1 - 0     | US Le Mans (PH Ouest)                    | Bordeaux            |
| CA Messin (DH Lorraine)                 | 5 - 3     | Lyon OU (DH Lyonnais)                    | Mulhouse            |
| US Boulogne-sur-Mer (DH Nord)           | 6 - 1     | Club des X de Paris (D4 Paris)           | Boulogne            |
| Le Havre AC (DH Normandie)              | 3 - 1     | Gallia Club Paris (D2 Paris)             | Le Havre            |
| Armoricaine de Brest (DH Ouest)         | 1 - 0     | CS Rennais (DH Ouest)                    | Brest               |
| VGA Médoc (DH Sud-Ouest)                | 4 - 0     | Stade Nantais UC (PH Ouest)              | Nantes              |
| FC Dieppe (DH Normandie)                | 2 - 0     | CA Vitry (D1 Paris)                      | Rouen               |

## Segunda ronda
| Visita                                  | Resultado | Local                           | Sede         |
| Red Star FC (D1 Paris)                  | 3 - 1     | Stade Briochin (DH Ouest)       | Saint-Brieuc |
| Olympique de Paris (D1 Paris)           | 2 - 0     | AS Strasbourg (DH Alsace)       | Strasbourg   |
| RC France (D1 Paris)                    | 4 - 0     | Stade Bordelais (DH Sud-Ouest)  | Bordeaux     |
| US Tourcoing (DH Nord)                  | 1 - 0     | Stade Français (D2 Paris)       | Saint-Cloud  |
| AS Cannes (DH Sud-Est)                  | 3 - 2     | SO Montpellier (DH Sud-Est)     | Cannes       |
| CA Paris (D1 Paris)                     | 5 - 1     | FC Lyon (DH Lyonnais)           | Lyon         |
| US Suisse Paris (D2 Paris)              | 3 - 2     | Stade Havrais (DH Normandie)    | Le Havre     |
| RC Calais (DH Nord)                     | 2 - 1     | FEC Levallois (D1 Paris)        | Calais       |
| US Belfort (DH Franche-Comté/Bourgogne) | 2 - 1     | CS des Terreaux (DH Lyonnais)   | Lyon         |
| FC Cette (DH Sud-Est)                   | 4 - 0     | Bordeaux AC (DH Sud-Ouest)      | Cette        |
| FC Rouen (DH Normandie)                 | 4 - 1     | CA Messin (DH Lorraine)         | Rouen        |
| AS Française (D2 Paris)                 | 5 - 1     | US Boulogne (DH Nord)           | Paris        |
| JA Saint-Ouen (D2 Paris)                | 2 - 1     | Le Havre AC (DH Normandie)      | Saint-Ouen   |
| US Servannaise (DH Ouest)               | 6 - 0     | Armoricaine de Brest (DH Ouest) | Saint-Servan |
| AF La Garenne-Colombes (D3 Paris)       | 0 - 6     | VGA Médoc (DH Sud-Ouest)        | Mérignac     |
| CASG Paris (D1 Paris)                   | 2 - 0     | FC Dieppe (DH Normandie)        | Dieppe       |

## Tercera ronda
| Visita                        | Resultado | Local                                   | Sede                   |
| Red Star FC (D1 Paris)        | 3 - 0     | US Belfort (DH Franche-Comté/Bourgogne) | (Belfort)              |
| Olympique de Paris (D1 Paris) | 2 - 0     | FC Cette (DH Sud-Est)                   | Stade Bergeyre (Paris) |
| RC France (D1 Paris)          | 4 - 1     | FC Rouen (DH Normandie)                 | (Rouen)                |
| US Tourcoing (DH Nord)        | 2 - 1     | AS Française (D2 Paris)                 | (Tourcoing)            |
| AS Cannes (DH Sud-Est)        | 6 - 4     | JA Saint-Ouen (D2 Paris)                | (Lyon)                 |
| CA Paris (D1 Paris)           | 3 - 1     | US Servannaise (DH Ouest)               | (Rennes)               |
| US Suisse Paris (D2 Paris)    | 2 - 0     | AF La Garenne-Colombes (D3 Paris)       | (Clichy)               |
| RC Calais (DH Nord)           | 3 - 2     | CASG Paris (D1 Paris)                   | (Paris)                |

## Cuartos de final
| Visita                        | Resultado | Local                      | Sede             |
| Red Star FC (D1 Paris)        | 4 - 0     | AS Cannes (DH Sud-Est)     | (Marseille)      |
| Olympique de Paris (D1 Paris) | 2 - 1     | CA Paris (D1 Paris)        | (Maisons-Alfort) |
| RC France (D1 Paris)          | 4 - 2     | US Suisse Paris (D2 Paris) | (Paris)          |
| US Tourcoing (DH Nord)        | 2 - 0     | RC Calais (DH Nord)        | (Calais)         |

## Semifinales
| Local                         | Resultado    | Visita                 | Sede                        | Espectadores |
| Red Star FC (D1 Paris)        | 4 - 3        | RC France (D1 Paris)   | Parc des Princes (Paris)    | 7 000        |
| Olympique de Paris (D1 Paris) | 3 - 2 (pen.) | US Tourcoing (DH Nord) | Stade Victor-Boucquey Lille | 6 000        |

## Final
| 24 de abril de 1921 | Red Star FC               | 2:1 | Olympique de Paris | Stade Persing, París            |                                 |
|                     | - Clavel 51' - Naudin 77' |     | Landauer 78'       | Asistencia: 18 000 espectadores | Asistencia: 18 000 espectadores |

## Campeón
|                                         |
| Bandera de París                        |
| Campeón invicto Red Star FC 1.er título |